# Embajada de España en El Salvador
La Embajada del Reino de España en la República de El Salvador es la máxima representación legal de España en El Salvador.

## Historia
El 24 de junio de 1865, El Salvador y España establecieron relaciones diplomáticas y firmaron un Tratado de Paz y Amistad. En 1936, El Salvador, bajo el mando del General Maximiliano Hernández Martínez, reconoció al gobierno del General Francisco Franco, si bien no es hasta 1950 que se eleva a la categoría de Embajada la Representación diplomática de España en San Salvador, y el 21 de marzo de 1955 en la residencia del Embajador de España en San Salvador, Miguel Teus y López, se fundó a su vez el Instituto Salvadoreño de Cultura Hispánica, con el exministro de Asuntos Exteriores, Julio Enrique Ávila, como primer presidente (1955-1963).
En 1977, el Rey Juan Carlos I de España realizó una visita oficial a El Salvador.
En 1986, tras un terremoto devastador, se consolida la Misión Técnica de Cooperación del Instituto Iberoamericano de Cooperación, adscrito a la Embajada de España, y en 1998 el viejo Instituto de Cultura Hispánica da paso a un Centro Cultural. 

## Embajador
La actual embajadora es Sonia Álvarez Cibanal, quien fue nombrado por el gobierno de Pedro Sánchez en julio de 2024.

## La Embajada de España
El edificio de representación del Reino de España es la embajada española en San Salvador. La cancillería y la sección de asuntos consulares se encuentran en Calle La Reforma 164 bis, Colonia San Benito, San Salvador.

## Oficinas Sectoriales de la Embajada de España
Por fuera del edificio de la Cancillería, España tiene los siguientes oficinas sectoriales que integran la misión diplomática:
- Oficina Económica y Comercial (Edificio Arias y Muñoz, Calle La Mascota #533, Colonia La Mascota, San Salvador).
- Consejería de Interior.
- Oficina de la Cooperación Española (AECID) (Calle 2 #285, Colonia San Benito, San Salvador).
- Centro Cultural (Calle La Reforma #166, Colonia San Benito, San Salvador).
- La sección de Asuntos Consulares cuenta con un Consejo de Residentes Españoles, previsto en el Estatuto de la ciudadanía española en el exterior como «órgano de carácter consultivo y asesor, adscritos a las Oficinas Consulares de España en el exterior».[9]
- Diferentes consejerías multipaís con sede en otras representaciones (México, Costa Rica y Honduras).

Gestionadas por las oficinas sectoriales, la misión diplomática cuenta también con La Radio Tomada, una radio en línea asociada a Radio Exterior de España, dedicada a la promoción de los procesos creativos locales, y una mediateca y un centro de documentación de la Cooperación Española, integrados ambos en la red de Bibliotecas de la Administración General del Estado-BAGE. Desde 2025, el Instituto Cervantes cuenta con un centro examinador de los diplomas oficiales de español-DELE. La Sección Consular de la Embajada organiza en coordinación con la UNED los exámenes para el acceso al sistema de educación superior de España.
Existe también una Cámara Oficial de Comercio de España en El Salvador y el Colegio de España Padre Arrupe, conveniado con el Ministerio español de Educación y Formación Profesional, que está adscrito al Centro para la Innovación y Desarrollo de la Educación a Distancia (CIDEAD).

## Galería

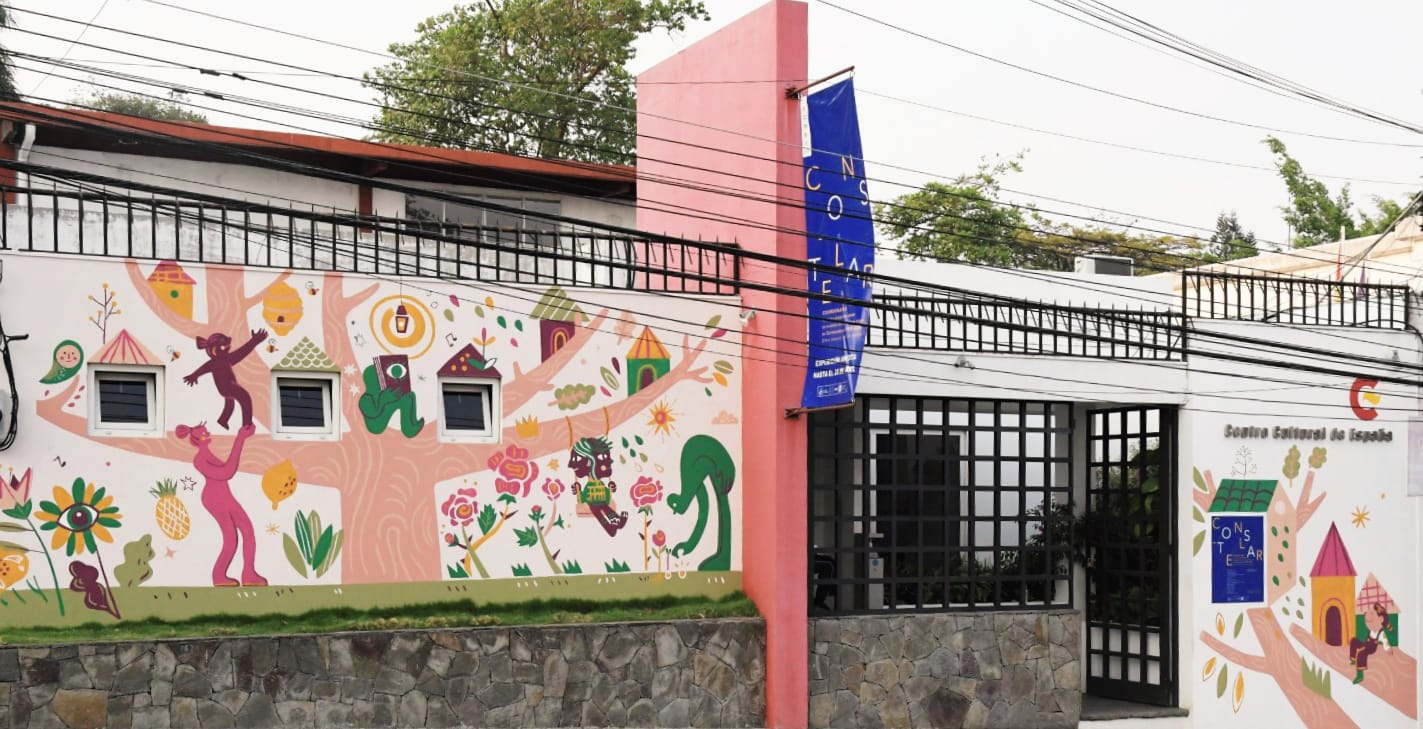
Centro Cultural de España en El Salvador
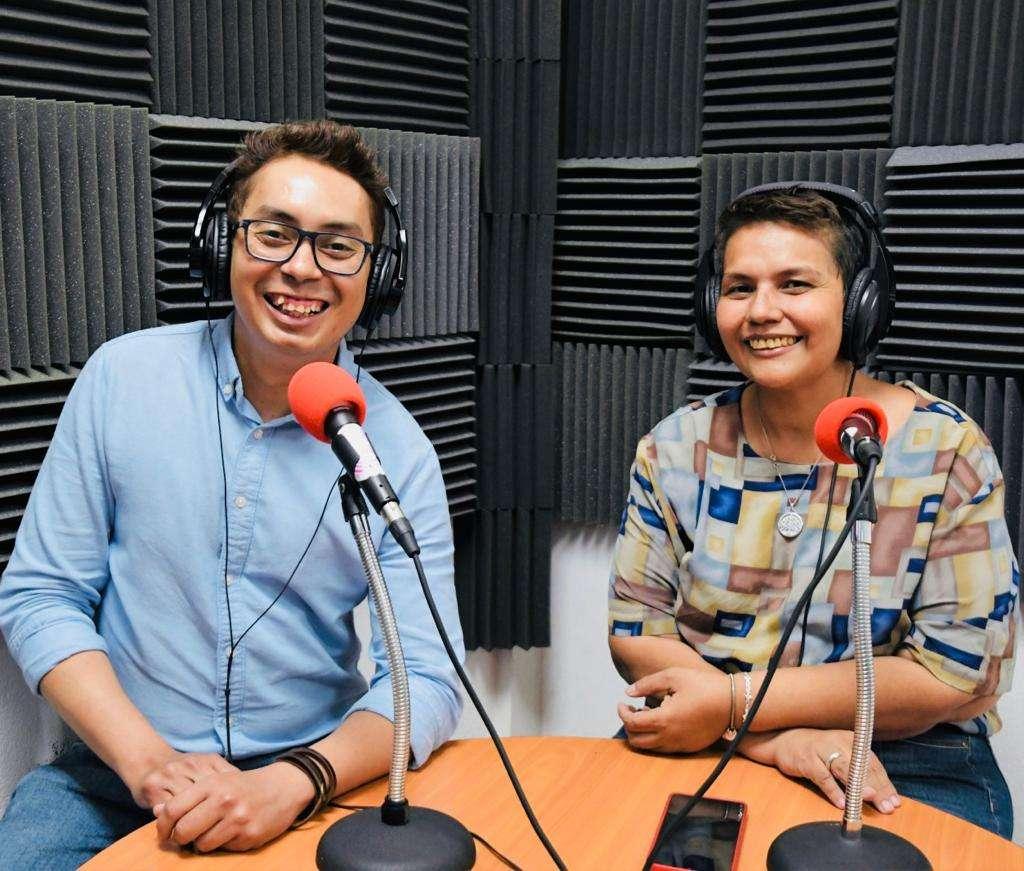
La Radio Tomada, asociada a Radio Exterior de España.
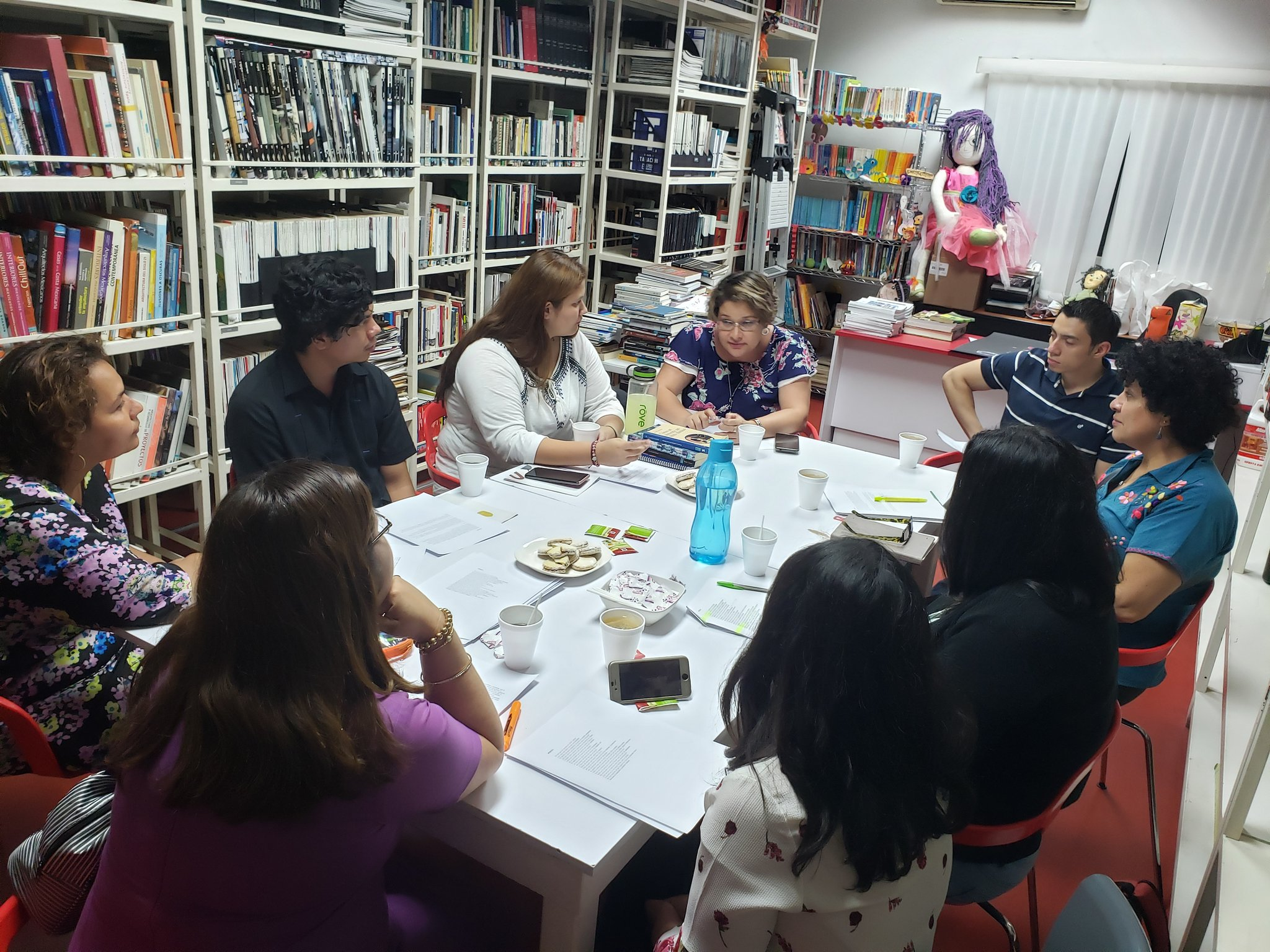
Mediateca
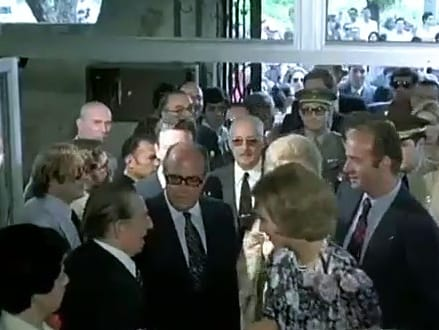
Visita Real (1977) al Centro Español, Asociación de Beneficencia